# Żerków (công xã)
Gmina Zerków là một vùng thành thị-nông thôn (quận hành chính) ở Jarocin, Voivodeship Greater Ba Lan, ở phía tây trung tâm Ba Lan. Khu hành chính của nó là thị trấn Żerków, nằm khoảng 12 kilômét (7 mi) phía bắc Jarocin và 58 km (36 mi) về phía đông nam của thủ đô Poznań.
Gmina có diện tích 170,5 kilômét vuông (65,8 dặm vuông Anh), và tính đến năm 2006, tổng dân số của nó là 10,555 (trong đó dân số Żerków lên tới 2.058, và dân số của vùng nông thôn của Gmina là 8.497).

## Làng
Ngoài thị trấn Żerków, Gmina Żerków chứa các làng và các khu định cư của Antonin, Bieździadów, Brzóstków, Chrzan, Chwałów, Dobieszczyzna, Gąsiorów, Gęczew, Kamień, Komorze Przybysławskie, Kretków, Laski, Lgów, Lisew, Lubinia Mala, Ludwinów, Miniszew, Paruchów, Parzewnia, Pawłowice, Podlesie, Pogorzelica, Prusinów, Przybysław, Raszewy, Rogaszyce, Rozmarynów, Siekierzyn, Sierszew, Śmiełów, Stęgosz, Sucha, Szczonów, Żerniki và Zölkow.

## Gmina lân cận
Gmina Zerków giáp với các Gmina của Czermin, Gizałki, Jarocin, Kołaczkowo, Kotlin, Miłosław, Nowe Miasto nad Wartą và Pyzdry.